# Mentzelia incisa
Mentzelia incisa är en brännreveväxtart som beskrevs av Ignatz Urban och Gilg. Mentzelia incisa ingår i släktet Mentzelia och familjen brännreveväxter. Inga underarter finns listade i Catalogue of Life.